# Alessio Vailati
Alessio Vailati (Monza, 17 giugno 1975) è un poeta e scrittore italiano.

## Biografia
È nato il 17 giugno 1975 a Monza, dove ha conseguito il diploma di maturità classica al Liceo B. Zucchi, per poi laurearsi in giurisprudenza.
Ha esordito in poesia nel 2008 con il libro L'eco dell'ultima corda affrontando per la prima volta il tema dell'ispirazione artistica e poetica attraverso il recupero del mito di Orfeo ed Euridice, ripreso successivamente nell'omonimo libro Orfeo ed Euridice, o della poesia perduta.
Nel 2010 esce la sua seconda raccolta di poesie, intitolata Sulla via del labirinto, dove viene introdotto un ulteriore tema caratterizzante le sue opere, quello del “labirinto” e del conseguente smarrimento dell’individuo di fronte alla deriva relativistica nel quadro del quotidiano mutevole.
Seguono i libri Sulla lemniscata – L'ombra della Luce nel 2017, costruito intorno alla tematica della Luce della Verità, il più intimistico e autobiografico Piccolo canzoniere privato, finalista al Premio Marineo, Orfeo ed Euridice, o della Poesia perduta nel 2018. Nel 2019 pubblica Hirosaki, 10 poesie liberamente ispirate alle tragedie del nucleare a Hiroshima e Nagasaki, a cui seguono Il moto perpetuo dell'acqua e Lungo la muraglia nel 2020 e Luci da oriente nel 2021, che prosegue il filone più familiare e privato, mantenendosi tuttavia fedele alle precedenti tematiche del labirinto esistenziale e della luce.
Nel 2024 è fra i curatori dell'antologia poetica di Silvano Agosti, L'eterno presente - Poesia d'amore e d'altri mondi, di cui scrive la prefazione. 
Nel maggio dello stesso anno esordisce in narrativa con il romanzo Ninfa alla selva, nel quale l'indagine sulla creazione artistica, e sui motivi che la ispirano, si manifesta attraverso la storia di una rigenerazione a partire dalla necessità del caso, dalla casualità dell'incontro fortuito e inevitabile, nella endiadi proustiana, che innesca l'imperativo della ricostruzione del senso sommerso dell'accaduto.

## Opere

### Poesia
- L’eco dell'ultima corda (Lietocolle, 2008)
- Sulla via del labirinto (L'arcolaio, 2010)
- Sulla lemniscata – L'ombra della luce (La Vita Felice, 2017)
- Piccolo Canzoniere privato (Controluna, 2018)
- Orfeo ed Euridice (Puntoacapo Editrice, 2018)
- Hirosaki (Lietocolle 2019, plaquette)
- Il moto perpetuo dell'acqua (Biblioteca dei Leoni, 2020, prefazione di Paolo Ruffilli)
- Lungo la muraglia (Bertoni Editore, 2020)
- Luci da oriente (Nulla Die Edizioni, 2021, prefazione di Silvio Raffo)

### Narrativa
- Ninfa alla selva (Robin, 2024)